# Симор (Техас)
Си́мор (англ. Seymour) — город в США, расположенный в северной части штата Техас, административный центр округа Бейлор. По данным переписи за 2010 год число жителей составляло 2740 человек, по оценке Бюро переписи США в 2018 году в городе проживало 2844 человек.

## История

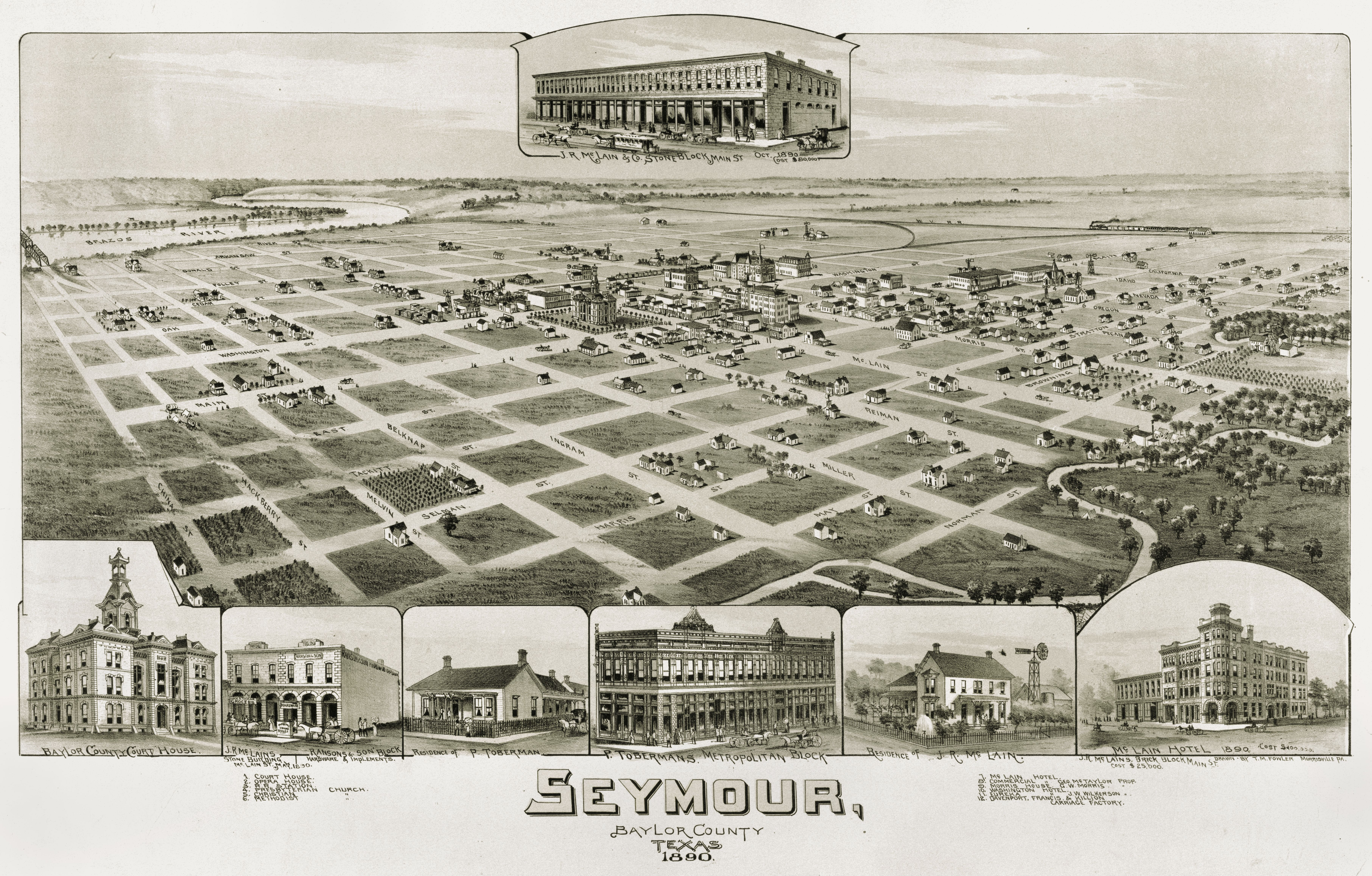
Карта города Симор в 1890 году

Изначально поселение, которое тогда называлось Орегон-Сити, находилось около переправы пути Great Western Trail через реку Бразос. При открытии почтового отделения в 1879 году город был переименован в Симор, предположительно, в честь местного ковбоя Симора Мандея. В том же году был открыт первый магазин и начался выпуск газеты Cressett. В ранние годы в Симоре происходили конфликты между местными жителями и ковбоями. В 1880 году в результате такого конфликта был убит судья округа Моррис. В 1890 году местные жители собрали деньги на ветку железной дороги Wichita Valley. Железнодорожное сообщение спровоцировало небольшой рост населения. Город получил устав, однако уже в 1892 году самоуправление было отозвано ввиду неспособности города выполнить необходимые для этого требования.
Следующий рост города был вызван открытием месторождения в регионе в 1906 году. В том же году город повторно получил устав и начал формировать органы местного управления. Тем не менее, город остался скорее сельскохозяйственным и юридическим центром, нежели нефтедобывающим. В Симоре работали кузница, фабрика одежды, основными источниками дохода являлась выращивание хлопка, зерновых культур и скотоводство.

## География
Симор находится в центральной части округа, его координаты: 33°35′39″ с. ш. 99°15′37″ з. д..
Согласно данным бюро переписи США, площадь города составляет около 7,6 км2, практически полностью занятых сушей.

### Климат
Согласно классификации климатов Кёппена, в Симоре преобладает влажный субтропический климат (Cfa).
12 августа 1936 года в Симоре зафиксирована температура 48,9 °C, самая высокая температура, когда-либо зафиксированная в штате Техас.
| Показатель                    | Янв.  | Фев.  | Март | Апр. | Май  | Июнь | Июль | Авг. | Сен. | Окт. | Нояб. | Дек.  | Год   |
| ----------------------------- | ----- | ----- | ---- | ---- | ---- | ---- | ---- | ---- | ---- | ---- | ----- | ----- | ----- |
| Абсолютный максимум, °C       | 31,7  | 33,9  | 37,8 | 39,4 | 41,7 | 46,1 | 45,6 | 48,9 | 44,4 | 41,1 | 33,3  | 32,2  | 48,9  |
| Средний суточный максимум, °C | 12,3  | 14,7  | 19,6 | 25,2 | 29,2 | 33,7 | 36,4 | 36,5 | 31,8 | 26   | 18,6  | 13,1  | 24,7  |
| Средняя температура, °C       | 4,8   | 7,2   | 11,6 | 17,3 | 21,9 | 26,6 | 29,1 | 28,8 | 24,3 | 18,2 | 10,9  | 5,9   | 17,2  |
| Средний суточный минимум, °C  | −2,7  | −0,3  | 3,8  | 9,4  | 14,7 | 19,6 | 21,8 | 21,2 | 16,9 | 10,5 | 3,4   | −1,3  | 9,7   |
| Абсолютный минимум, °C        | −25,6 | −22,8 | −15  | −5,6 | −1,1 | 8,3  | 12,2 | 10   | 1,1  | −6,7 | −13,9 | −22,2 | −25,6 |
| Норма осадков, мм             | 25    | 36    | 40   | 56   | 97   | 82   | 57   | 59   | 79   | 66   | 39    | 34    | 672   |
| Источник: weatherbase.com     |       |       |      |      |      |      |      |      |      |      |       |       |       |

## Население
Согласно переписи населения 2010 года в городе проживало 2740 человек, было 1202 домохозяйства и 728 семей. Расовый состав города: 91,3 % — белые, 2,4 % — афроамериканцы, 0,2 % — коренные жители США, 0,1 % — азиаты, 0,1 % (3 человека) — жители Гавайев или Океании, 3,8 % — другие расы, 2 % — две и более расы. Число испаноязычных жителей любых рас составило 13,6 %.
Из 1202 домохозяйств, в 26,5 % живут дети младше 18 лет. 45,6 % домохозяйств представляли собой совместно проживающие супружеские пары (15,4 % с детьми младше 18 лет), в 9,7 % домохозяйств женщины проживали без мужей, в 5,2 % домохозяйств мужчины проживали без жён, 39,4 % домохозяйств не являлись семьями. В 36 % домохозяйств проживал только один человек, 19,3 % составляли одинокие пожилые люди (старше 65 лет). Средний размер домохозяйства составлял 2,23 человека. Средний размер семьи — 2,88 человека.
Население города по возрастному диапазону распределилось следующим образом: 25,2 % — жители младше 20 лет, 19,5 % находятся в возрасте от 20 до 39, 30,4 % — от 40 до 64, 25 % — 65 лет и старше. Средний возраст составляет 44,7 года.
Согласно данным пятилетнего опроса 2018 года, средний доход домохозяйства в Симоре составляет 36 212 долларов США в год, средний доход семьи — 50 625 долларов. Доход на душу населения в городе составляет 22 682 доллара. Около 11 % семей и 12,8 % населения находятся за чертой бедности. В том числе 4,3 % в возрасте до 18 лет и 11,8 % старше 65 лет.

## Местное управление
Управление городом осуществляется мэром и городским советом, состоящим из 5 человек, один из которых выбирается заместителем мэра..
Другими важными должностями, на которые происходит наём сотрудников, являются:
- Финансовый директор
- Городской секретарь
- Городской администратор
- Городской юрист
- Начальник полиции
- Начальник пожарной охраны

## Инфраструктура и транспорт

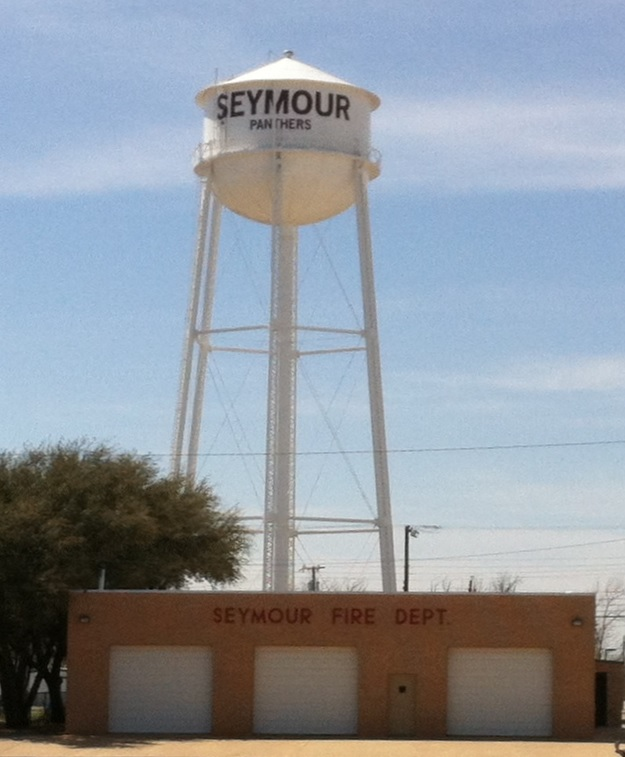
Водонапорная башня и пожарная часть Симора

Жители Симора называют город «пересечением дорог Северного Техаса». Основными автомагистралями, проходящими через Симор, являются:
- автомагистраль 82 США идёт с северо-востока от Уичито-Фолс на запад к Бенджамину.
- автомагистраль 183 США идёт с севера от Вернона на юг к Трокмортону.
- автомагистраль 277 США идёт с северо-востока от Уичито-Фолс на юго-запад к Хаскеллу.
- автомагистраль 283 США совпадает с автомагистралью 183 США на участке от Вернона к Трокмортону.
- автомагистраль 114 штата Техас идёт с юго-востока от Джэксборо на запад к Бенджамину.

В городе располагается муниципальный аэропорт Симора. Аэропорт располагает одной взлётно-посадочной полосой длиной 1311 метров. Ближайшим аэропортом, выполняющим коммерческие рейсы, является муниципальный аэропорт в Уичито-Фолс. Аэропорт находится примерно в 90 километрах к северо-востоку от Симора.

## Образование
Город обслуживается независимым школьным округом Симор.

## Экономика
Согласно бюджету за 2014-2015 финансовый год, планируемые доходы и расходы города за год составили $5,49 млн.